# 음치들의 반란 앙코르
《음치들의 반란 앙코르》는 채널A의 예능 프로그램이다.
박미선, 김신영, 작곡가 김형석이 전국을 돌아다니며 최고의 음치들을 스카우트 하고 그중 10명 가량의 1차 음치 후보군을 선발해 최종 3인의 도전자를 선정한다. 일주일간의 혹독한 트레이닝을 거쳐 마지막 ‘꿈의 무대’에서 이들이 미운오리에서 백조로 거듭나는 모습을 보여준다.